# Gasparinahla megapalpae
Gasparinahla megapalpae là một loài ong trong họ Andrenidae. Loài này được Patiny miêu tả khoa học đầu tiên năm 2001.